# Marcy Kaptur
Marcia Carolyn Kaptur dite Marcy Kaptur, née le 17 juin 1946 à Toledo, est une femme politique américaine membre du Parti démocrate. Elle représente le neuvième district de l'Ohio à la Chambre des représentants des États-Unis depuis 1983.

## Biographie
Du fait du redécoupage des districts congressionnels, elle doit affronter son collègue Dennis Kucinich dans une primaire démocrate en vue des élections de 2012. Après avoir remporté cette primaire le 6 mars 2012, elle remporte l'élection générale de novembre contre Samuel Joseph Wurzelbacher, plus connu en tant que Joe le plombier,.
Elle apporte son soutien à Bernie Sanders lors des primaires démocrates en vue de l'élection présidentielle de 2016.
Après un redécoupage électoral des districts de l'Ohio, son district devient beaucoup moins démocrate et elle est confrontée en 2022 à une élection serrée pour la première fois depuis plusieurs décennies. Il est finalement révélé durant la campagne que son adversaire républicain J.R. Majewski a menti sur son expérience militaire, et Kaptur remporte un vingt-et-unième mandat lors de l'élection du 8 novembre. Au début de son nouveau mandat en janvier 2023, elle devient la femme avec la plus longue longévité de l'histoire du Congrès des États-Unis, dépassant le record alors détenu par l'ancienne sénatrice Barbara Mikulski.
Candidate à un nouveau mandat lors des élections de 2024, elle est réélue avec une très courte avance sur Derek Merrin, élu républicain à la Chambre des représentants de l'Ohio.